# Bezirk Plessur
Der Bezirk Plessur (rätoromanisch District da la Plessurⓘ) war bis am 31. Dezember 2016 eine Verwaltungseinheit des Kantons Graubünden in der Schweiz. Benannt ist der ehemalige Bezirk nach dem ihn durchquerenden Fluss Plessur. Er wurde am 1. Januar 2017 durch die Region Plessur ersetzt.

## Die Gemeinden des ehemaligen Bezirks Plessur
| Wappen               | Gemeindename         | PLZ                         | Einwohner (31. Dezember 2023) | Fläche in km² | Einwohner pro km² | Kreis      |
| -------------------- | -------------------- | --------------------------- | ----------------------------- | ------------- | ----------------- | ---------- |
| Chur                 | Chur                 | 7000–7007, 7023, 7026, 7062 | 37’082                        | 28,09         | 1320              | Chur       |
| Churwalden           | Churwalden           | 7074–7076                   | 2147                          | 48,53         | 44                | Churwalden |
| Tschiertschen-Praden | Tschiertschen-Praden | 7063–7064                   | 293                           | 27,74         | 11                | Churwalden |
| Arosa                | Arosa                | 7027–7029, 7050, 7056–7058  | 3143                          | 154,79        | 20                | Schanfigg  |
| Maladers             | Maladers             | 7026                        | 522                           | 7,58          | 69                | Schanfigg  |
| Total (5)            | Total (5)            | Total (5)                   | 43’089                        | 266,73        | 162               |            |

## Veränderungen im Gemeindebestand

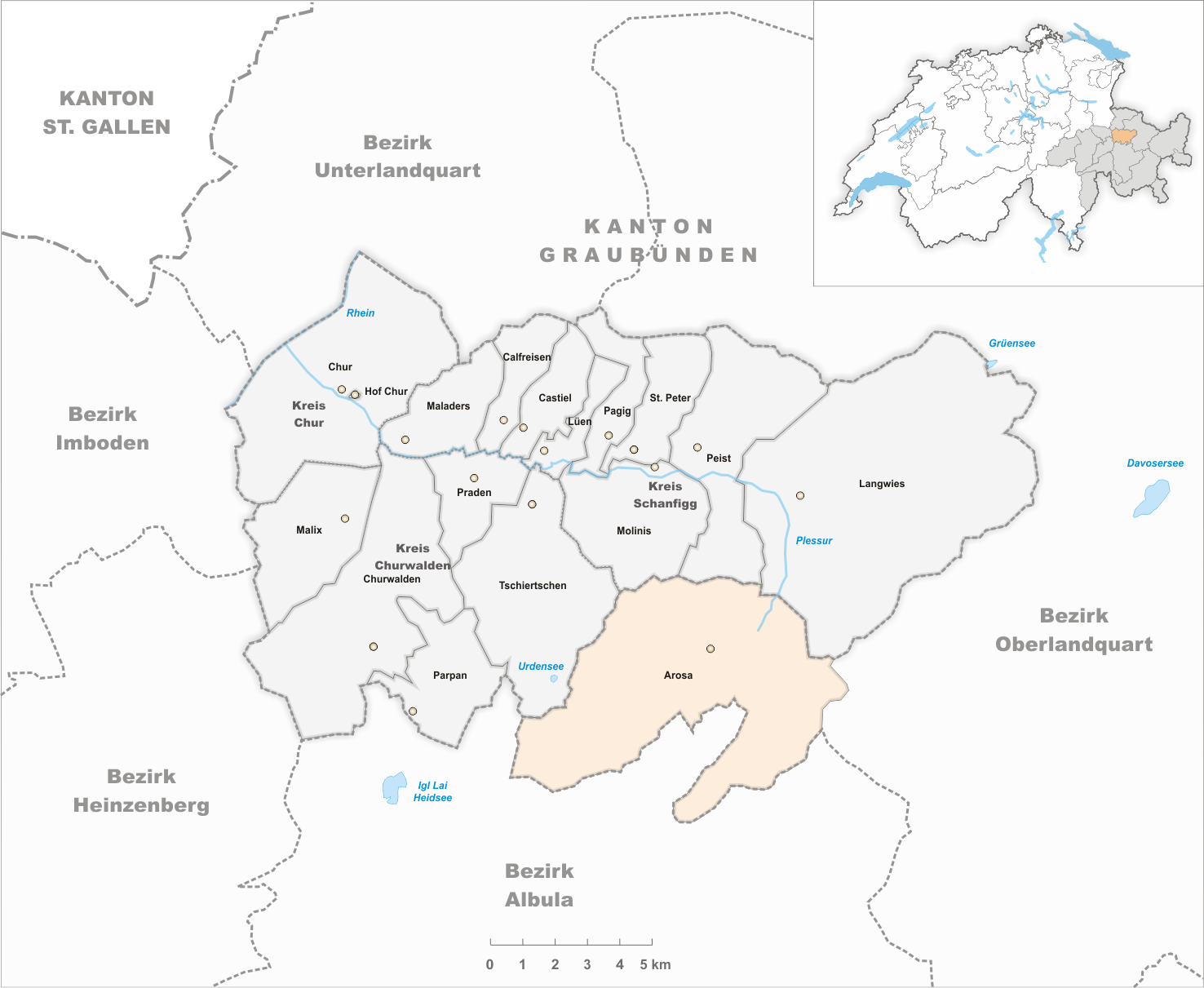
Gemeinden bis 1850
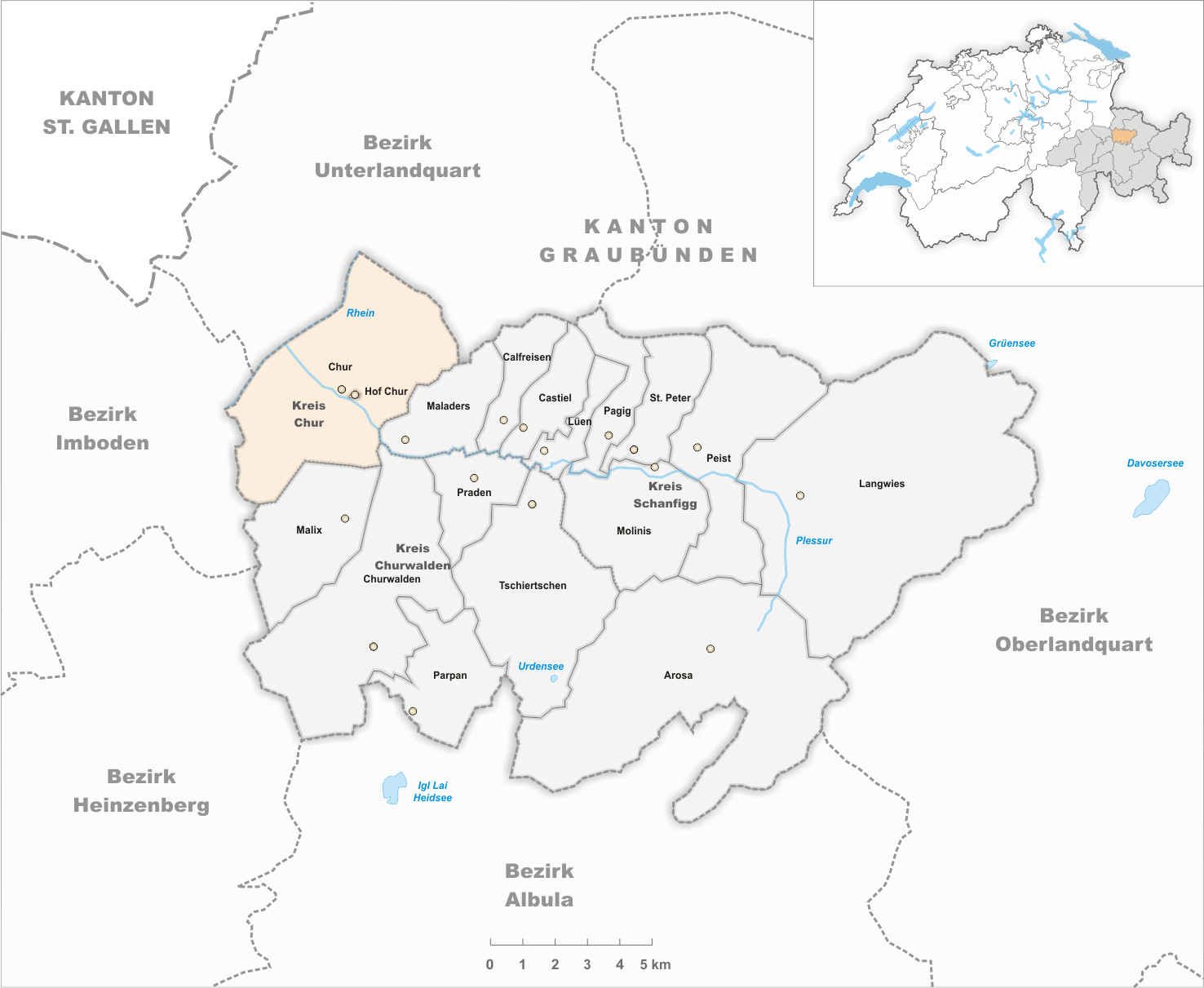
Gemeinden bis 1851
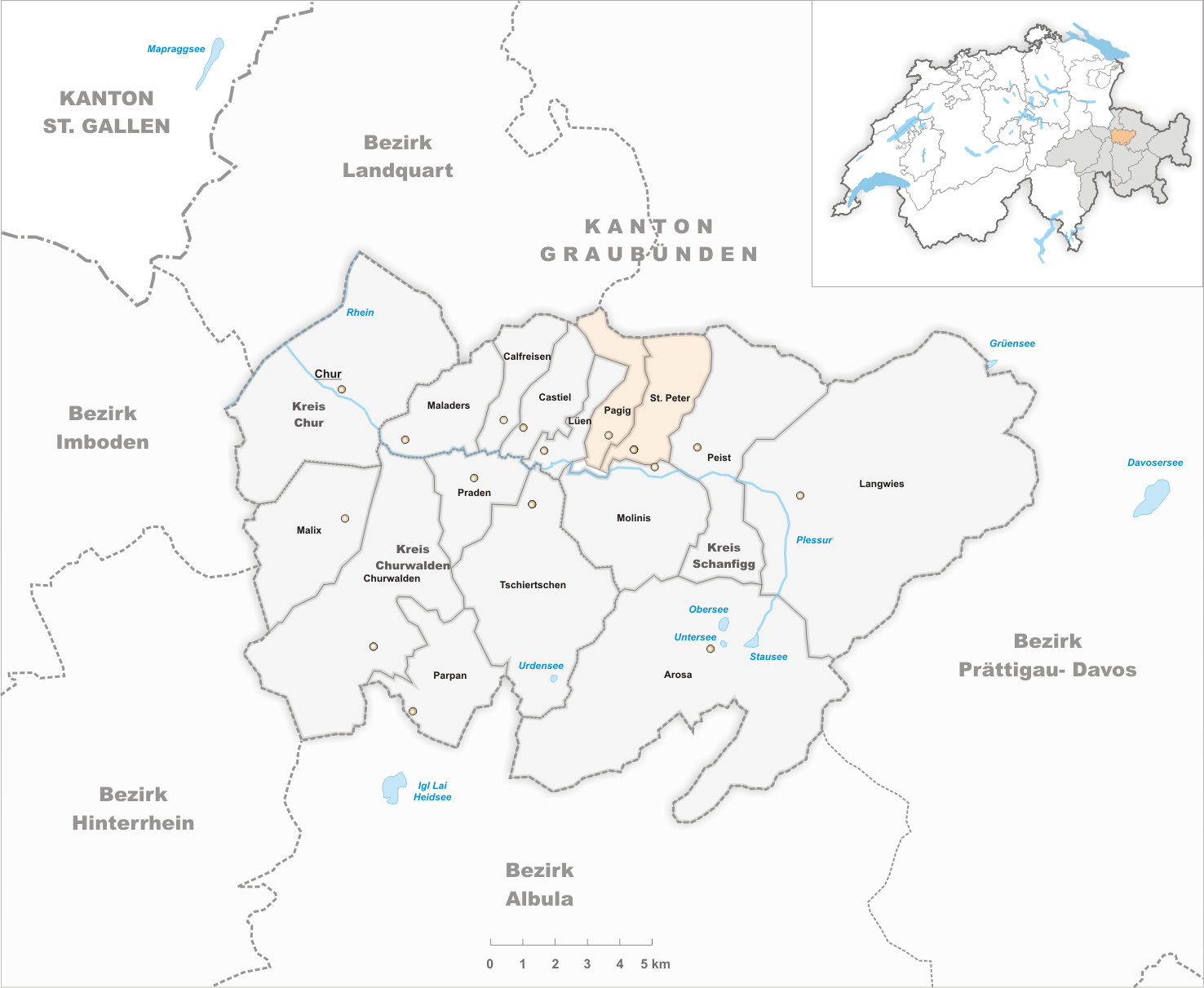
Gemeinden bis 2007
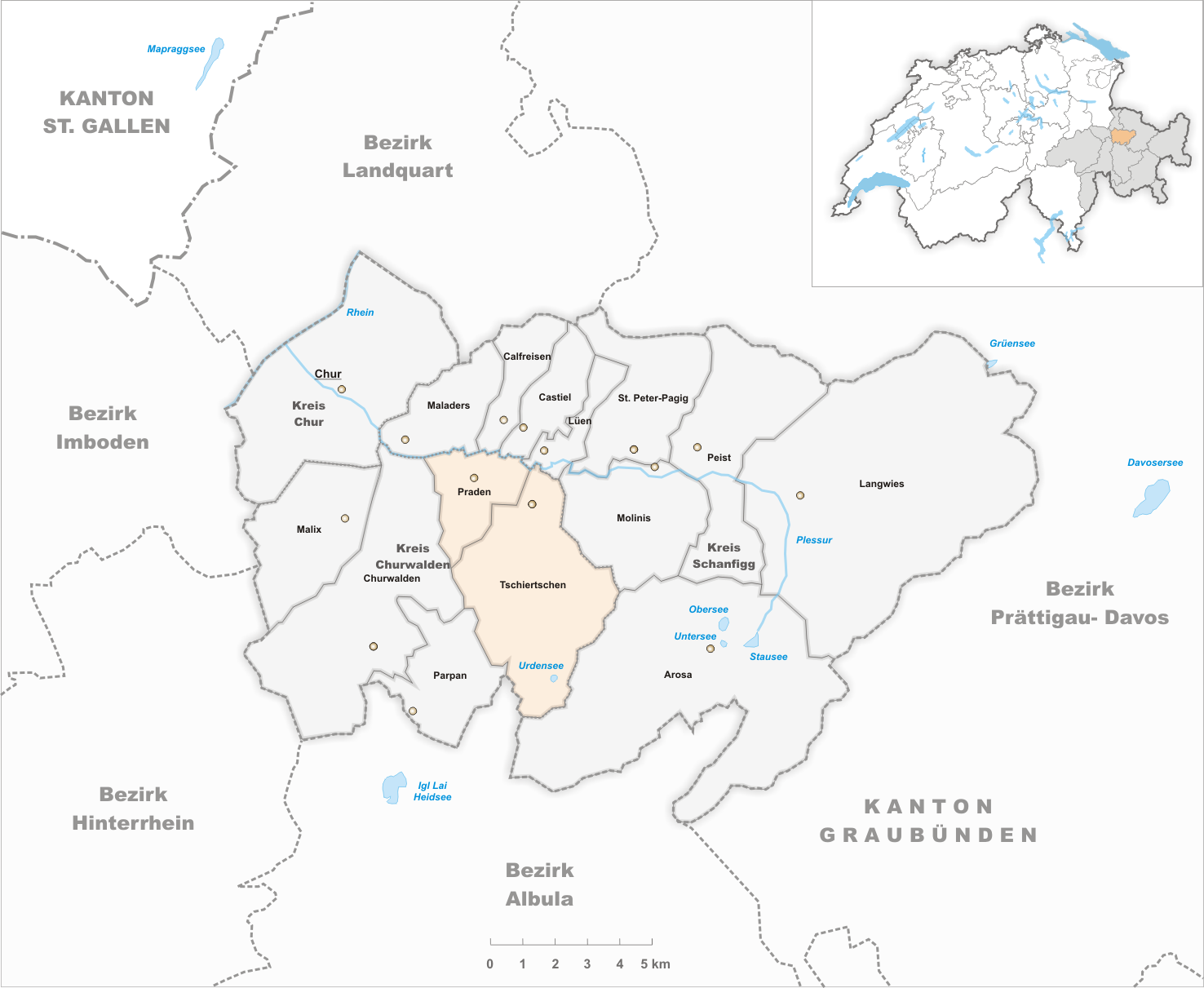
Gemeinden bis 2008
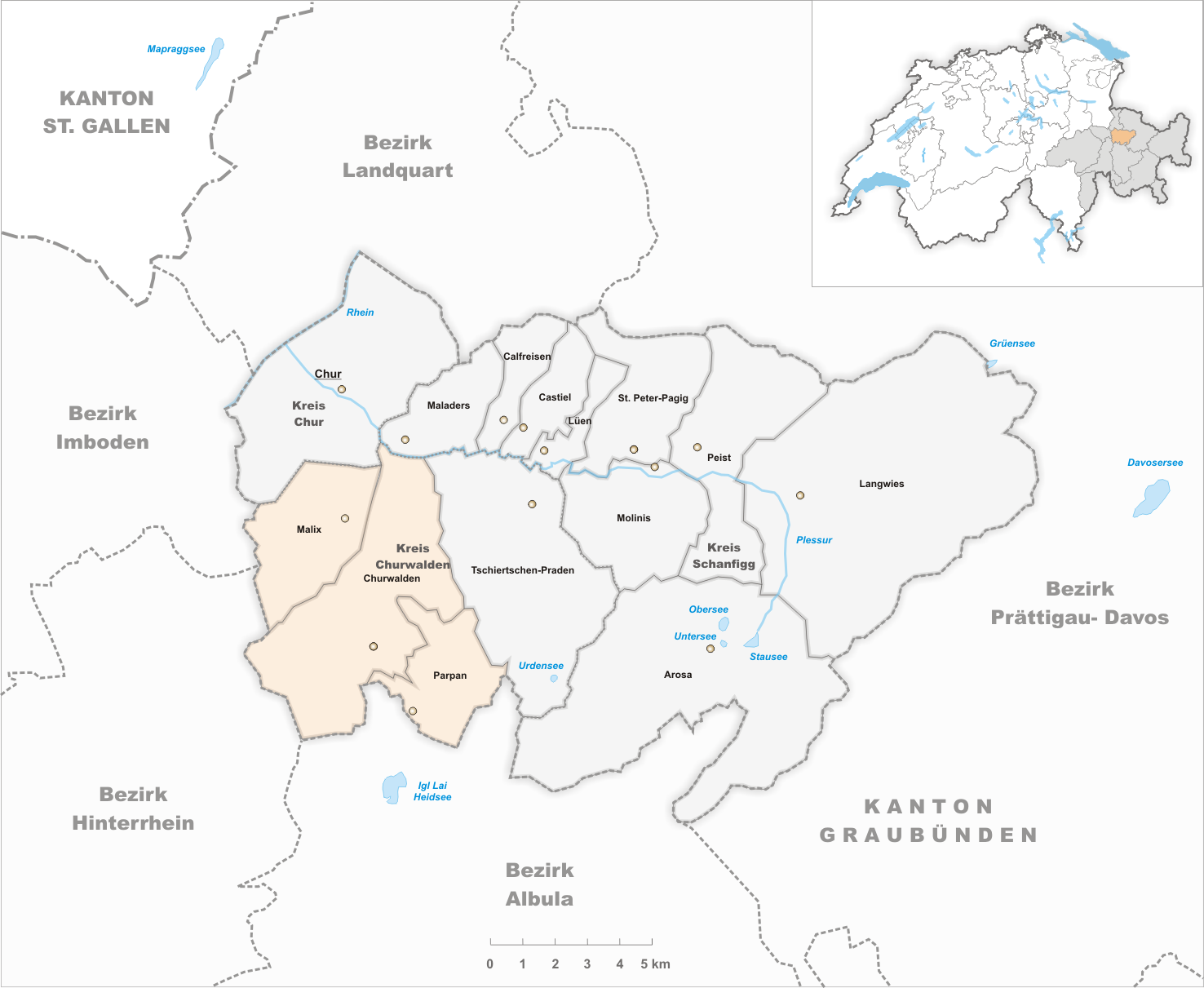
Gemeinden bis 2009
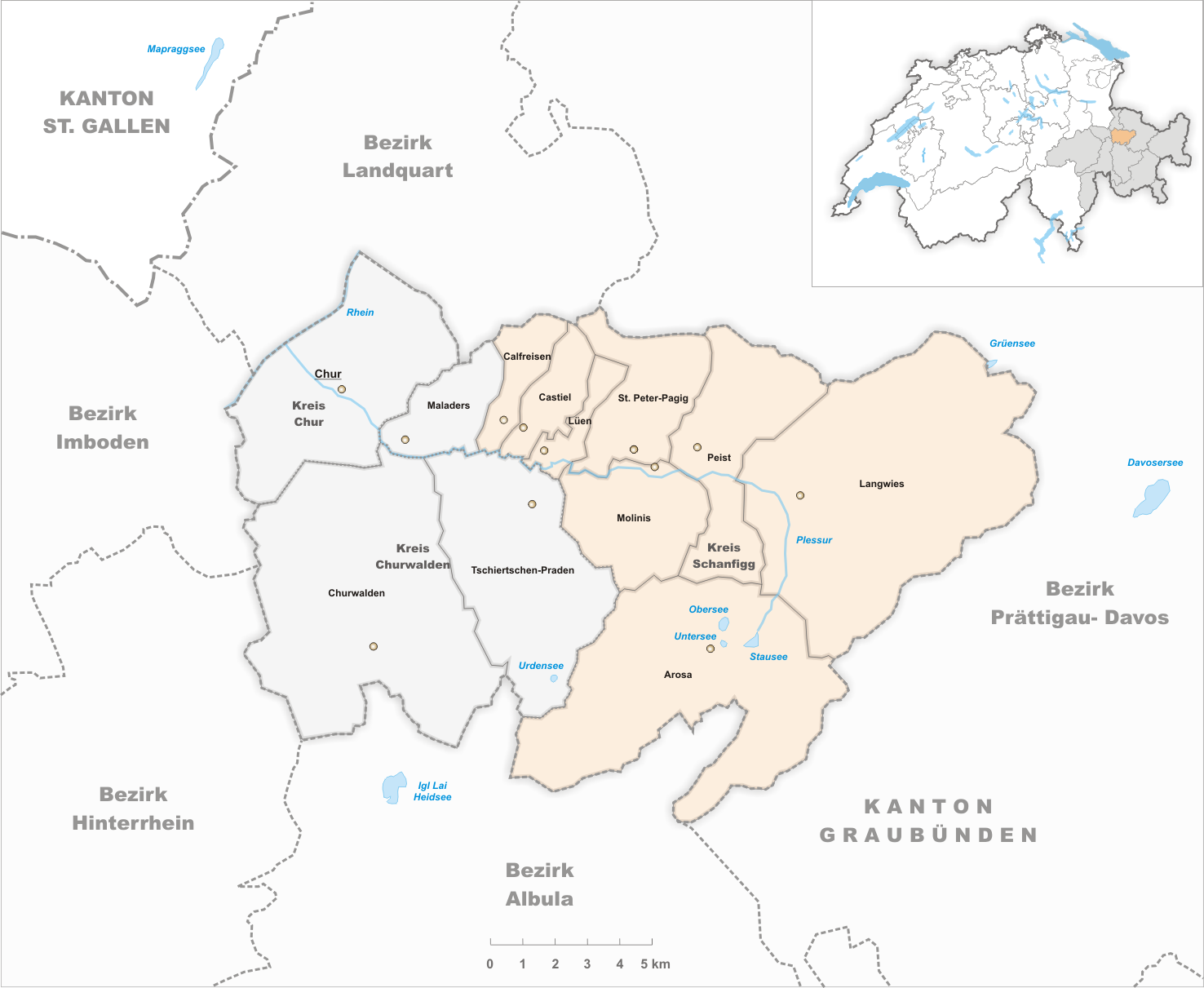
Gemeinden bis 2012
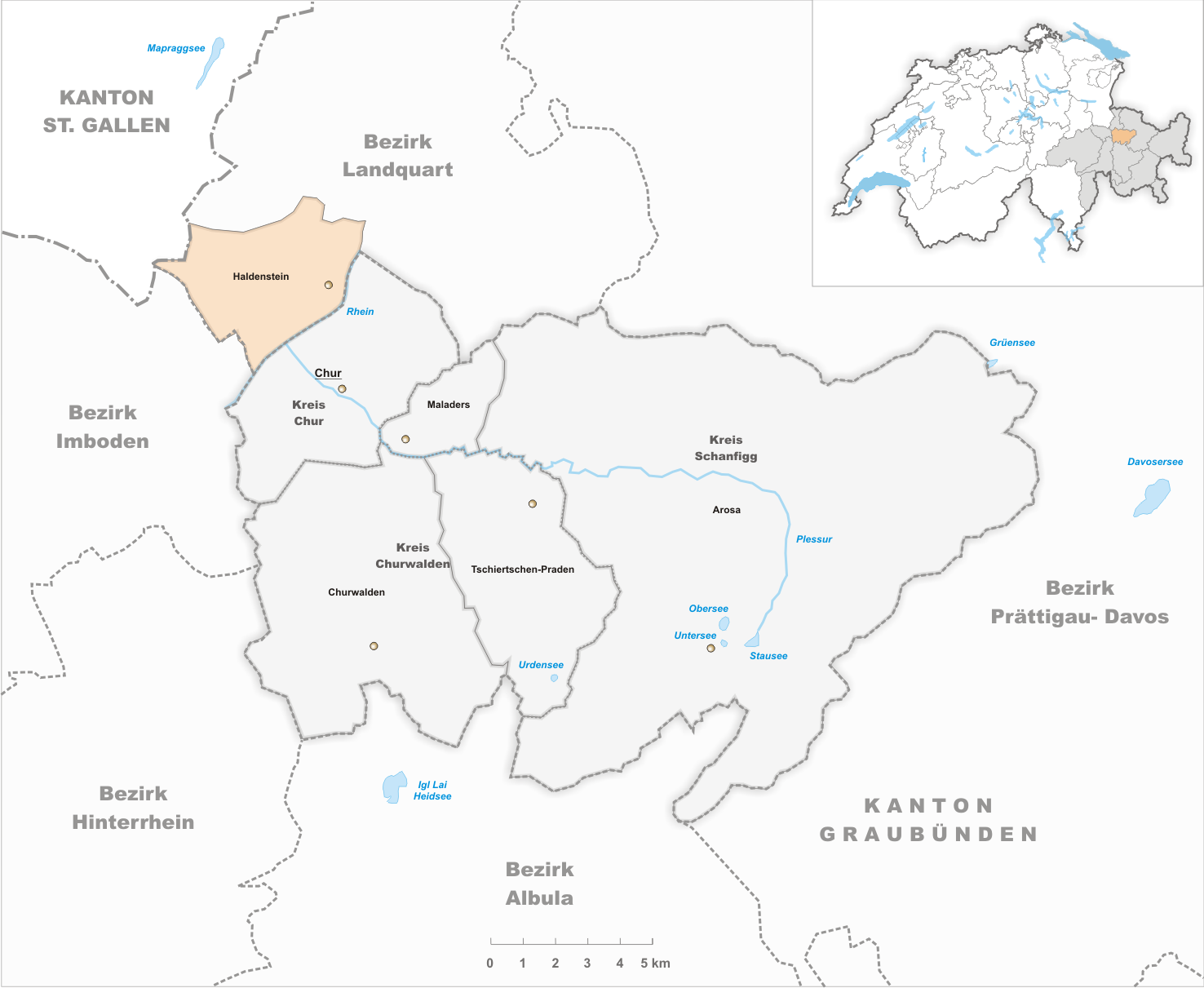
Gemeinden bis 2015

- 1851: Abspaltung von Davos und Bezirkswechsel vom Bezirk Oberlandquart → Arosa zum Bezirk Plessur
- 1852: Fusion Chur und Hof Chur → Chur
- 2008: Fusion St. Peter und Pagig → St. Peter-Pagig
- 2009: Fusion Tschiertschen und Praden → Tschiertschen-Praden
- 2010: Fusion Churwalden, Malix und Parpan → Churwalden
- 2013: Fusion Arosa, Calfreisen Castiel, Langwies Lüen, Molinis, Peist und St. Peter-Pagig → Arosa
- 2016: Bezirkswechsel: Haldenstein wechselt aus dem Bezirk → Landquart